# Sydney Buxton
Sydney Charles Buxton, 1. hrabia Buxton GCMG (ur. 25 października 1853 w Londynie, zm. 15 października 1934 w Newtimber) – brytyjski polityk, członek Partii Liberalnej, minister w rządach Henry’ego Campbella-Bannermana i Herberta Henry’ego Asquitha.

## Życiorys
Był synem Charlesa Buxtona i Emily Mary Holland, córki sir Henry’ego Hollanda, 1. baroneta. Buxton kształcił się w Clifton College oraz w Trinity College na Uniwersytecie Cambridge. W latach 1876–1882 był członkiem London School Board. W 1880 r. opublikował Handbook to the Political Questions of the Day, które doczekały się 11 kolejnych wydań. W tym samym roku bez powodzenia wystartował w wyborach do Izby Gmin w okręgu Boston. Dopiero w 1883 r. uzyskał mandat parlamentarny po wyborach uzupełniających w okręgu Peterborough. Miejsce w Izbie Gmin utracił po wyborach 1885 r., ale odzyskał je już rok później. Tym razem reprezentował okręg wyborczy Poplar.
Po powrocie Partii Liberalnej do władzy w 1892 r. Buxton został podsekretarzem stanu w Ministerstwie Kolonii. Pozostał na tym stanowisku do wyborczej porażki liberałów w 1895 r. W 1905 r. objął stanowisko poczmistrza generalnego. Na tym stanowisku obniżył ceny wysyłania listów do Stanów Zjednoczonych oraz wprowadził zniżki na znaczki pocztowe dla niewidomych. W 1910 r. objął stanowisko przewodniczącego Zarządu Handlu. W 1912 r. złożył wniosek o powołanie komisji do zbadania przyczyn zatonięcia RMS Titanic. Komisja powstała, a na jej czele stanął lord Mersey.
W lutym 1914 r. Buxton otrzymał nominację na stanowisko gubernatora generalnego Związku Południowej Afryki. W maju tego roku otrzymał tytuł 1. wicehrabiego Buxton. Po wybuchu I wojny światowej Buxton musiał zmierzyć się z niezadowoleniem części Afrykanerów, które przybrało nawet formę otwartego buntu, który jednak został szybko stłumiony przez wojska rządowe. Buxton ściśle współpracował z premierem Związku Louisem Bothą. Gubernator wiele podróżował po dominium. Udało mu się uzyskać sympatię mieszkańców. W 1920 r. odszedł na emeryturę i powrócił do Anglii. W latach 1920–1933 był prezesem Towarzystwa Afrykańskiego.
Po powrocie do Anglii otrzymał tytuł 1. hrabiego Buxton. Pozostał członkiem Partii Liberalnej. Pod koniec życia musiał poddać się amputacji nogi, z powodu wcześniejszego wypadku. Zmarł w 1934 r. Wraz z jego śmiercią wygasł tytuł parowski.

## Rodzina
Buxton był dwukrotnie żonaty. W 1882 r. poślubił Constance Mary Lubbock (zm. 3 listopada 1892), córkę Johna Lubbocka, 1. barona Avebury. Sydney i Constance mieli razem dwóch synów i córkę:
- Charles Sydney Buxton (26 maja 1884 - 31 sierpnia 1911)
- Kenneth Sydney Buxton (4 września 1886 - 27 sierpnia 1894)
- Phyllis Sydney Buxton (17 kwietnia 1888 - 27 stycznia 1942), oficer Orderu Imperium Brytyjskiego, żona Maurice’a Pononsby'ego, miała dzieci

Drugą żoną Buxtona została w 1896 r. Mildred Ann Smith, córka Hugh Colina Smitha. Sydney i Mildred mieli razem syna i dwie córki:
- Doreen Maria Josepha Sydney Buxton (29 listopada 1897 - 28 lipca 1923), żona Charlesa FitzRoya, 10. księcia Grafton, miała dzieci
- Denis Bertram Sydney Buxton (29 listopada 1897 - 9 października 1917), podporucznik Coldstream Guards, zginął w bitwie pod Passchendaele
- Alethea Constance Dorothy Sydney Buxton (2 sierpnia 1910 - 25 lipca 2004), żona Petera Eliota, nie miała dzieci